# Зыков, Александр Сергеевич
Алекса́ндр Серге́евич Зы́ков (1871 — 1916) — полковник лейб-гвардии Семёновского полка, герой Первой мировой войны.

## Биография
Из дворян Санкт-Петербургской губернии. Сын военного писателя, генерала от инфантерии Сергея Павловича Зыкова.
Окончил Николаевский кадетский корпус (1887) и Пажеский корпус (1889), откуда выпущен был подпоручиком в лейб-гвардии Семёновский полк.
Произведен в поручики 30 августа 1893 года, в штабс-капитаны — 22 июля 1900 года, в капитаны — 6 декабря 1901 года, в полковники — 29 марта 1909 года на вакансию. Окончил Николаевскую академию Генерального штаба по 1-му разряду и Александровскую военно-юридическую академию с малой серебряной медалью, однако продолжил службу в своем полку.
В Первую мировую войну вступил в должности командира батальона лейб-гвардии Семёновского полка. Пожалован Георгиевским оружием
За то, что в бытность лейб-гвардии в Семеновском полку в ночь с 11 на 12 октября 1914 года, под убийственным ружейным и артиллерийским огнём, на местности, не дававшей ни малейшего закрытия, лично поставил роты своего батальона в исходное положение для ночной атаки и затем повел их в атаку, причем взял окопы противника, что повлекло за собою отступление последнего по всему фронту дивизии.
19 марта 1915 года назначен командиром 106-го пехотного Уфимского полка. Убит 12 августа 1916 года в бою у деревни Тоболы на Стоходе.
Похоронен на Новодевичьем кладбище. Был холост.

## Награды
- Орден Святого Владимира 4-й ст. (ВП 27.05.1906)
- Орден Святого Станислава 2-й ст. (ВП 6.12.1910)
- Орден Святой Анны 2-й ст. (ВП 6.12.1913)
- Орден Святого Владимира 3-й ст. с мечами (ВП 28.10.1914)
- мечи и бант к ордену Св. Владимира 4-й ст. (ВП 26.02.1915)
- мечи к ордену Св. Станислава 2-й ст. (ВП 09.04.1915)
- Орден Святой Анны 4-й ст. (ВП 13.05.1915)
- Георгиевское оружие (ВП 14.06.1915)
- Высочайшее благоволение «за отличия в делах против неприятеля» (ВП 20.04.1916)
- мечи к ордену Св. Анны 2-й ст. (ВП 11.09.1916)